# 사쿠라에정
사쿠라에정(桜江町)은 시마네현 오치군에 있던 정이다.
2004년, 고쓰시에 편입되어 소멸하였다.

## 역사
- 1954년 4월 1일 - 나가타니촌, 이치야마촌, 가와도촌, 가와고에촌이 합병해 사쿠라에촌이 성립하였다.
- 1956년 1월 1일 - 사쿠라에촌이 정으로 승격해 사쿠라에정이 되었다.
- 2004년 10월 1일 - 고쓰시에 편입되었다.

## 교통

### 철도
- 서일본 여객철도
  - 산코 선

### 도로
- 국도 제261호선 (일본)(일본어판)